# 맨츄리안 캔디데이트
맨츄리안 캔디데이트(Manchurian candidate)는 세뇌 당한 앞잡이, 또는 꼭두각시를 의미하며, 1959년 미국의 작가 리처드 콘든이 발표한 소설이다.

## 영화화
'맨츄리안 캔디데이트'는 리처드 콘든의 동명의 소설을 존 프랑켄하이머 감독이 영화화해 1962년 개봉한 스릴러 영화이다. 다른 대원들과 함께 만주로 끌려가 러시아와 중국 공산주의자들로부터 세뇌를 당한 레이몬드는 자신을 조종하는 자들로부터 지시를 받고 무의식 속에서 살인을 저지른다. 영화의 후반부에서 레이몬드는 미국 대통령 후보를 암살하라는 지시를 받는다. 'Manchurian'의 사전적인 의미는 '만주의, 만주 사람의'이다.
영화 '맨츄리안 캔디데이트'는 1962년에 개봉했지만, 베넷 마르코를 연기한 프랭크 시나트라가 영화의 판권을 사들이고 1964년부터 1988년까지 영화를 세상에 공개하지 않았다. 1963년에 터진 케네디 대통령 암살 사건 때문이라는 루머가 나돌기도 하였는데, 1988년에 영화는 다시 세상에 공개되었지만 24년간 영화를 공개하지 않은 정확한 이유는 밝혀지지 않았다.
한편 '맨츄리안 캔디데이트'는 2004년도에 '양들의 침묵 (The Silence of the Lambs, 1991)'의 조나단 드미 감독에 의해 리메이크 - '맨츄리안 캔디데이트 (The Manchurian Candidate, 2004)' - 되었다. 조나단 드미 감독은 영화의 제목은 그대로 유지한 채 배경을 한국전에서 걸프전으로 바꾸었다.

## 같이 보기
- 세뇌